# Aeroporto di Chu Lai
L'aeroporto di Chu Lai (v: Sân bay Chu Lai) (IATA: VVCL, ICAO: VVCL) è un aeroporto situato vicino alla città di Chu Lai, nel delta del Nam Trung Bo, in Vietnam.
L'aeroporto venne costruito durante la guerra del Vietnam dai Marines statunitensi come base militare. Dopo la fine del conflitto venne utilizzato irregolarmente dall'aeronautica militare vietnamita e successivamente convertito in aeroporto civile. La costruzione del terminal iniziò il 22 marzo 2004 e il primo volo commerciale venne operato il 22 marzo 2005.
Le uniche destinazioni attualmente servite sono Hanoi e Ho Chi Minh, operate dalla Vietnam Airlines, Bamboo Airways, VietJet Air e dalla Jetstar Pacific Airlines.